# Melanophyllaceae
Melanophyllaceae es una familia de angiospermas conformada por un único género, Melanophylla, endémico de Madagascar, que contiene 7 especies de pequeños árboles y arbustos. Actualmente esta familia se incluye dentro de las torriceliáceas.